# Paralacydes flavizonata
Paralacydes flavizonata là một loài bướm đêm thuộc phân họ Arctiinae, họ Erebidae.